# Aeroportul Georgetown County
Aeroportul Georgetown County (IATA: GGE, ICAO: KGGE, FAA LID: GGE) este un aeroport din Carolina de Sud, Statele Unite ale Americii ce deservește zona Georgetown⁠(d). Aeroportul a fost tranzitat în 2019 de 36 de pasageri. A fost numit după zona deservită.
Situat la o altitudine de 12 m, aeroportul dispune de 2 piste.

## Infrastructură

### Piste
Aeroportul dispune de 2 piste. Pista 05/23 are suprafața de asfalt și dimensiunile 6.005 picioare × 100 picioare. Pista 11/29 are suprafața de asfalt și dimensiunile 4.539 picioare × 150 picioare. 